# 刀剑神域 虚空幻界
《刀剑神域 虚空幻界》是由Aquria开发、萬代南夢宮娛樂发行在PlayStation Vita與PlayStation 4平台並根据輕小說《刀劍神域》改编而成的角色扮演遊戲，於2016年10月27日首先在日本和台灣地区發售，同年11月8日則開始在北美和歐洲地區發布。此作同時是《刀劍神域》系列遊戲的第四作，前三作分別為《刀劍神域 無限瞬間》、《刀劍神域 虛空斷章》和《刀劍神域 Lost Song》。

## 遊戲玩法
在《刀劍神域 虛空幻界》中，玩家能自定遊戲角色的性別、身高、身材、武器和身體外觀。此外，作中也有300多個可與玩家組隊的NPC，玩家可通過給予裝備以與他們建立密切的關係。與《虛空斷章》和《失落之歌》不同，《虛空幻界》的玩家可以選擇四位角色（包括自己在內）的隊伍去完成任務，而不是前兩作的三個。它們的風格也有點不同，《虛空斷章》偏向純粹的角色扮演，《失落之歌》有較多的動作元素，而《虛空幻界》則揉合了兩者的風格。另外《虛空幻界》亦支援多人線上模式。
玩家可以用「切換」系統造出包括突進攻擊和空中連招的連擊，以對敵人造成更大的傷害。除了《刀劍神域》系列中原有的怪物外，《虛空幻界》亦新加了一些怪物，其中有被命名的怪物都十分強大且會無預警的出現。此外，除非全部角色都被擊敗，作中的治療系統都會讓被打倒的角色重新進場。
《虛空幻界》的遊戲時長大約為三十至四十小時，但如果將遊戲調至最高難度和完成所有任務將則需要七十至一百小時。另外，遊戲亦附有於2017年發佈的免費資料更新「蒼空的鬥士」，內容包括來自《失落之歌》的角色伶茵與赛玟、新的決鬥系統和額外的故事情節，而付費下載內容「深淵的巫女」則另外新加三個角色進遊戲內。

## 劇情簡介
《刀劍神域 虛空幻界》的舞台設置在2026年，原《刀劍神域》發行後重新開機的「艾恩葛朗特」世界。然而與前者不同的是後者更名為「艾恩格羅特」（Ainground）。
遊戲的主要角色是與桐人一起冒險，設定為14歲的人工智慧普蕾蜜亞（Premiere）。官方在《虛空幻界》初始發行後為普蕾蜜亞設置了網頁，玩家可以在那裡教普蕾蜜亞學習詞彙，這些「對話」會左右普蕾蜜亞的人格，使她成為「好孩子」或「壞孩子」。
原作中的主要角色，如亞絲娜、莉法、詩乃、莉茲貝特與西莉卡亦在其中。

## 開發
《刀劍神域 虛空幻界》於2015年9月的東京電玩展以暫定名稱《SAO IV》亮相，並於同年10月3日由萬代南夢宮遊戲舉辦的「電擊文庫 秋之祭典」正式被披露。根據《虛空幻界》的製作人二見鷹介所言，遊戲的設計概念在於玩家所操縱的主角——桐人會從1級開始冒險。2016年10月27日，《虛空幻界》開始於日本發售，同年11月8日則開始在北美和歐洲地區發布，後者的角色以日文為角色語音，配以英文、法文、德文等字幕，北美版的PS Vita版本只適用於數位下載。此外，於日本PlayStation Store預付《虛空幻界》的人可獲得包含額外劇情和角色的先行預付版遊戲。
遊戲的片頭曲為春奈露娜的《Windia》，片尾曲則為戶松遙的《Two of Us》。

## 漫畫
改編漫畫《刀劍神域 －虛空幻界－》由緋呂河とも作畫。
| 卷數 | ASCII Media Works | ASCII Media Works      | 台灣角川       | 台灣角川               |
| 卷數 | 發售日期          | ISBN                   | 發售日期       | ISBN                   |
| ---- | ----------------- | ---------------------- | -------------- | ---------------------- |
| 1    | 2017年3月27日     | ISBN 978-4-04-892772-7 | 2018年11月12日 | ISBN 978-957-564-555-7 |
| 2    | 2017年9月27日     | ISBN 978-4-04-893361-2 | 2019年5月8日   | ISBN 978-957-564-947-0 |
| 3    | 2018年3月27日     | ISBN 978-4-04-893717-7 | 2019年5月8日   | ISBN 978-957-564-948-7 |
| 4    | 2018年9月25日     | ISBN 978-4-04-893821-1 | 2019年11月6日  | ISBN 978-957-743-375-6 |
| 5    | 2019年3月23日     | ISBN 978-4-04-912308-1 | 2020年2月10日  | ISBN 978-957-743-574-3 |
| 6    | 2019年10月25日    | ISBN 978-4-04-912658-7 | 2021年10月27日 | ISBN 978-986-524-866-6 |

## 反應
| 汇总媒体   | 得分                         |
| ---------- | ---------------------------- |
| Metacritic | （PS4）69/100 （Vita）56/100 |

| 媒体        | 得分   |
| ----------- | ------ |
| Destructoid | 7.5/10 |
| GameSpot    | 5/10   |
| IGN         | 6.7/10 |
| Fami通      | 32/40  |

Metacritic根據33條點評給予PS4版的《刀劍神域 虛空幻界》69/100的分數，PS Vita版的則為根據5條點評給出56/100的分數，兩者皆屬「好壞參半」。而Fami通給2個版本的分數皆為9/8/7/8，即是32/40分。

## 外部連結
- 日語版官方網站
- 繁體中文版官方網站